# Bürgermeisterwahlen in Sachsen 2002
Bürgermeisterwahlen fanden 2002 in Sachsen in 18 sächsischen Städten und Gemeinden statt. Dabei wurden acht Bürgermeister im Amt bestätigt und einer abgewählt. Die Spalte „vorherige Wahl“ ist unvollständig, weil Bürgermeisterwahlen vor 2001 seitens des Statistischen Landesamtes des Freistaates Sachsen nicht vollständig aufgeführt werden.

## Besonderheit Reuth
Im vogtländischen Reuth ließ sich zur Wahl am 22. September kein regulärer Kandidat (von einer Partei oder als Einzelbewerber) aufstellen. Dadurch konnten die Wähler ihre Vorschläge händisch auf den Wahlzettel notieren (sogenannte Einzelvorschläge). Auch in der Neuwahl (nicht zu verwechseln mit einem zweiten Wahlgang) kam es zu keiner offiziellen Bewerbung. Es wurde in der Neuwahl Ulrich Lupart gewählt, der bis 2016 Bürgermeister Reuths war und damals Mitglied der DSU war. Seit 2017 gehört Reuth zu Weischlitz. Amtsinhaber Lothar Hertel trat nicht an.
| Bewerber                 | Wahl (22. September) | Wahl (22. September) | Neuwahl (6. Oktober) | Neuwahl (6. Oktober) |
| Bewerber                 | Wähler               | Ergebnis (in %)      | Wähler               | Ergebnis (in %)      |
| ------------------------ | -------------------- | -------------------- | -------------------- | -------------------- |
| Carla Kießling           | 88                   | 21,0                 | 82                   | 23,2                 |
| Friedrich Baumann        | 53                   | 12,6                 | 28                   | 7,9                  |
| Winfried Fischer         | 26                   | 6,2                  | 8                    | 2,3                  |
| Wolfgang Sammer          | 23                   | 5,5                  | 7                    | 2,0                  |
| Thomas Schnabel          | 22                   | 5,2                  | nicht angegeben      | nicht angegeben      |
| Ulrich Lupart            | nicht angegeben      | nicht angegeben      | 209                  | 59,2                 |
| weitere Einzelvorschläge | 208                  | 49,5                 | 19                   | 5,4                  |
| gültige Stimmen          | 420                  | 57,2                 | 353                  | 80,8                 |
| ungültige Stimmen        | 314                  | 42,8                 | 84                   | 19,2                 |
| Wähler/Wahlbeteiligung   | 734                  | 81,6                 | 437                  | 48,9                 |
| Wahlberechtigte          | 899                  |                      | 894                  |                      |

Auffällig ist überdies die hohe Wahlbeteiligung und die hohe Zahl ungültiger Stimmen (42,8 %) im ersten Wahlgang.
| letzte Besonderheit                  | 2002 | nächste Besonderheit                         |
| ------------------------------------ | ---- | -------------------------------------------- |
| 2001 (Wiednitz, Heuersdorf, Seiffen) | 2002 | 2008 (Niederdorf, Wildenhain, Hartmannsdorf) |

## Wahlstatistik
| Vorschlag | Anzahl |                    | Bürgermeister | Anzahl |
| CDU       | 6      | - wiedergewählt    | 8             |        |
| WV. EB    | 12     | - abgewählt        | 1             |        |
| gesamt    | 18     | - nicht kandidiert | 9             |        |

WV = Wählervereinigungen
EB = Einzelbewerber

## Wahlergebnisse

### Landkreis Annaberg
Im Landkreis Annaberg fanden in 2 Kommunen Wahlen statt. Diese sind im Folgenden aufgelistet. Eine Neuwahl war nicht nötig. Das entscheidende Wahlergebnis ist markiert.
Gewählte Bewerber:
- CDU: 2
- Amtsinhaber wiedergewählt: 2
- Amtsinhaber abgewählt: 0
- Amtsinhaber nicht angetreten: 0

Namen von Amtsinhabern sind fett dargestellt.
| Wahltermin | Gemeinde       | Bewerber              | Vorschlag         | Ergebnis (in %) | vorherige | nächste |
| ---------- | -------------- | --------------------- | ----------------- | --------------- | --------- | ------- |
| 20. Januar | Oberwiesenthal | Heinz-Michael Kirsten | CDU               | 55,4            | vor 2001  | 2007 →  |
| 20. Januar | Oberwiesenthal | Mirko Ernst           | Bürger Wiesenthal | 44,6            | vor 2001  | 2007 →  |
| 26. Mai    | Elterlein      | Karl Weinhold         | CDU               | 61,7            | vor 2001  | 2009 →  |
| 26. Mai    | Elterlein      | Ulrich Ficker         | Ficker            | 38,3            | vor 2001  | 2009 →  |

### Landkreis Delitzsch
Im Landkreis Delitzsch fand in einer Kommune eine Wahl statt. Diese ist im Folgenden aufgelistet. Eine Neuwahl war nicht nötig. Das entscheidende Wahlergebnis ist markiert.
Gewählte Bewerber:
- CDU: 1
- Amtsinhaber wiedergewählt: 1
- Amtsinhaber abgewählt: 0
- Amtsinhaber nicht angetreten: 0

Namen von Amtsinhabern sind fett dargestellt.
| Wahltermin | Gemeinde    | Bewerber         | Vorschlag        | Ergebnis (in %) | vorherige | nächste |
| ---------- | ----------- | ---------------- | ---------------- | --------------- | --------- | ------- |
| 17. März   | Schönwölkau | Volker Tiefense  | CDU              | 98,1            | vor 2001  | 2009 →  |
| 17. März   | Schönwölkau | Einzelvorschläge | Einzelvorschläge | 1,9             | vor 2001  | 2009 →  |

### Landkreis Kamenz
Im Landkreis Kamenz fanden in zwei Kommunen Wahlen statt. Diese ist im Folgenden aufgelistet. Eine Neuwahl war in einer Kommune nötig. Das entscheidende Wahlergebnis ist markiert.
Gewählte Bewerber:
- CDU: 1
- Einzelbewerber/Bürgerinitiativen: 1
- Amtsinhaber wiedergewählt: 1
- Amtsinhaber abgewählt: 0
- Amtsinhaber nicht angetreten: 1

Namen von Amtsinhabern sind fett dargestellt.
| Wahl         | Wahl                         | Wahl             | Wahl             | Wahl            | Neuwahl    | Neuwahl         | vorherige | nächste |
| Wahltermin   | Gemeinde                     | Bewerber         | Vorschlag        | Ergebnis (in %) | Wahltermin | Ergebnis (in %) | vorherige | nächste |
| ------------ | ---------------------------- | ---------------- | ---------------- | --------------- | ---------- | --------------- | --------- | ------- |
| 12. Mai      | Oßling                       | Andreas Necas    | CDU              | 19,7            | 26. Mai    | 16,6            | vor 2001  | 2009 →  |
| 12. Mai      | Oßling                       | Hans Hetmann     | WV Elstergrund   | 48,1            | 26. Mai    | 63,1            | vor 2001  | 2009 →  |
| 12. Mai      | Oßling                       | Kerstin Prewitz  | Prewitz          | 13,0            | 26. Mai    | 5,2             | vor 2001  | 2009 →  |
| 12. Mai      | Oßling                       | Liane Schwarm    | Schwarm          | 19,2            | 26. Mai    | 15,1            | vor 2001  | 2009 →  |
| 8. September | Elsterheide Halštrowska Hola | Dietmar Koark    | CDU              | 96,3            |            |                 | vor 2001  | 2009 →  |
| 8. September | Elsterheide Halštrowska Hola | Einzelvorschläge | Einzelvorschläge | 3,7             |            |                 | vor 2001  | 2009 →  |

### Landkreis Leipziger Land
Im Landkreis Leipziger Land fand in einer Kommune eine Wahl statt. Diese ist im Folgenden aufgelistet. Eine Neuwahl war nicht nötig. Das entscheidende Wahlergebnis ist markiert.
Gewählte Bewerber:
- Einzelvorschläge/Bürgerinitiativen: 1
- Amtsinhaber wiedergewählt: 0
- Amtsinhaber abgewählt: 0
- Amtsinhaber nicht angetreten: 1

Namen von Amtsinhabern sind fett dargestellt.
| Wahltermin | Gemeinde | Bewerber         | Vorschlag         | Ergebnis (in %) | vorherige | nächste |
| ---------- | -------- | ---------------- | ----------------- | --------------- | --------- | ------- |
| 2. Juni    | Deutzen  | Marika Nowak     | Unabhängige Liste | 99,2            | vor 2001  | 2009 →  |
| 2. Juni    | Deutzen  | Einzelvorschläge | Einzelvorschläge  | 0,8             | vor 2001  | 2009 →  |

### Landkreis Löbau-Zittau
Im Landkreis Löbau-Zittau fanden in zwei Kommunen Wahlen statt. Diese ist im Folgenden aufgelistet. Eine Neuwahl war in einer Kommune nötig. Das entscheidende Wahlergebnis ist markiert.
Gewählte Bewerber:
- Einzelbewerber/Bürgerinitiativen: 2
- Amtsinhaber wiedergewählt: 0
- Amtsinhaber abgewählt: 1
- Amtsinhaber nicht angetreten: 1

Namen von Amtsinhabern sind fett dargestellt.
| Wahl          | Wahl            | Wahl              | Wahl      | Wahl            | Neuwahl    | Neuwahl         | vorherige | nächste                   |
| Wahltermin    | Gemeinde        | Bewerber          | Vorschlag | Ergebnis (in %) | Wahltermin | Ergebnis (in %) | vorherige | nächste                   |
| ------------- | --------------- | ----------------- | --------- | --------------- | ---------- | --------------- | --------- | ------------------------- |
| 24. März      | Hirschfelde     | Markus Labisch    | CDU       | 29,3            | 7. April   | 26,3            | vor 2001  | Auflösung 2009 (Zittau) → |
| 24. März      | Hirschfelde     | Christian Schäfer | PDS       | 13,8            | 7. April   | n. k.           | vor 2001  | Auflösung 2009 (Zittau) → |
| 24. März      | Hirschfelde     | Ursula Guder      | BID       | 29,9            | 7. April   | 38,7            | vor 2001  | Auflösung 2009 (Zittau) → |
| 24. März      | Hirschfelde     | Reinhard Jung     | Jung      | 26,9            | 7. April   | 35,0            | vor 2001  | Auflösung 2009 (Zittau) → |
| 22. September | Seifhennersdorf | Silvio Tietze     | CDU       | 21,7            |            |                 | vor 2001  | 2009 →                    |
| 22. September | Seifhennersdorf | Karin Berndt      | UBS       | 62,2            |            |                 | vor 2001  | 2009 →                    |
| 22. September | Seifhennersdorf | Peter Matthias    | Matthias  | 16,1            |            |                 | vor 2001  | 2009 →                    |

### Mittlerer Erzgebirgskreis
Im Mittlerer Erzgebirgskreis fand in einer Kommune eine Wahl statt. Diese ist im Folgenden aufgelistet. Eine Neuwahl war nicht nötig. Das entscheidende Wahlergebnis ist markiert.
Gewählte Bewerber:
- Einzelvorschläge/Bürgerinitiativen: 1
- Amtsinhaber wiedergewählt: 0
- Amtsinhaber abgewählt: 0
- Amtsinhaber nicht angetreten: 1

Namen von Amtsinhabern sind fett dargestellt.
| Wahltermin    | Gemeinde            | Bewerber         | Vorschlag        | Ergebnis (in %) | vorherige | nächste                          |
| ------------- | ------------------- | ---------------- | ---------------- | --------------- | --------- | -------------------------------- |
| 22. September | Waldkirchen/Erzgeb. | Gunther Kaden    | Kaden            | 95,3            | vor 2001  | Auflösung 2009 (Grünhainichen) → |
| 22. September | Waldkirchen/Erzgeb. | Einzelvorschläge | Einzelvorschläge | 4,7             | vor 2001  | Auflösung 2009 (Grünhainichen) → |

### Landkreis Mittweida
Im Landkreis Mittweida fanden in zwei Kommunen Wahlen statt. Diese ist im Folgenden aufgelistet. Eine Neuwahl war in beiden Kommunen nötig. Das entscheidende Wahlergebnis ist markiert.
Gewählte Bewerber:
- CDU: 1
- Einzelbewerber/Bürgerinitiativen: 1
- Amtsinhaber wiedergewählt: 0
- Amtsinhaber abgewählt: 0
- Amtsinhaber nicht angetreten: 2

Namen von Amtsinhabern sind fett dargestellt.
| Wahl          | Wahl            | Wahl               | Wahl      | Wahl            | Neuwahl     | Neuwahl         | vorherige | nächste |
| Wahltermin    | Gemeinde        | Bewerber           | Vorschlag | Ergebnis (in %) | Wahltermin  | Ergebnis (in %) | vorherige | nächste |
| ------------- | --------------- | ------------------ | --------- | --------------- | ----------- | --------------- | --------- | ------- |
| 22. September | Frankenberg/Sa. | Thomas Firmenich   | CDU       | 46,7            | 6. Oktober  | 52,3            | ← 2001    | 2009 →  |
| 22. September | Frankenberg/Sa. | Sylke Zehrfeld     | PDS       | 11,6            | 6. Oktober  | n. k.           | ← 2001    | 2009 →  |
| 22. September | Frankenberg/Sa. | Joachim Münzner    | SPD       | 31,3            | 6. Oktober  | 43,4            | ← 2001    | 2009 →  |
| 22. September | Frankenberg/Sa. | Mathias Richter    | Richter   | 1,4             | 6. Oktober  | 0,4             | ← 2001    | 2009 →  |
| 22. September | Frankenberg/Sa. | Elko Schulze       | Schulze   | 9,1             | 6. Oktober  | 4,0             | ← 2001    | 2009 →  |
| 22. September | Lichtenau       | Stephan Lazarides  | CDU       | 34,7            | 13. Oktober | 45,4            | vor 2001  | 2009 →  |
| 22. September | Lichtenau       | Jens Scheunert     | PDS       | 15,9            | 13. Oktober | n. k.           | vor 2001  | 2009 →  |
| 22. September | Lichtenau       | Lars Naumann       | FW        | 25,0            | 13. Oktober | n. k.           | vor 2001  | 2009 →  |
| 22. September | Lichtenau       | Dr. Michael Pollok | Pollok    | 24,4            | 13. Oktober | 54,6            | vor 2001  | 2009 →  |

### Niederschlesischer Oberlausitzkreis
Im Niederschlesischen Oberlausitzkreis fanden in 3 Kommunen Wahlen statt. Diese ist im Folgenden aufgelistet. Eine Neuwahl war nicht nötig. Das entscheidende Wahlergebnis ist markiert.
Gewählte Bewerber:
- CDU: 1
- Einzelbewerber/Bürgerinitiativen: 2
- Amtsinhaber wiedergewählt: 2
- Amtsinhaber abgewählt: 0
- Amtsinhaber nicht angetreten: 1

Namen von Amtsinhabern sind fett dargestellt.
| Wahltermin    | Gemeinde                   | Bewerber                  | Vorschlag        | Ergebnis (in %) | vorherige | nächste |
| ------------- | -------------------------- | ------------------------- | ---------------- | --------------- | --------- | ------- |
| 22. September | Hohendubrau Wysoka Dubrawa | Hans-Hermann Zschieschank | Zschieschank     | 99,0            | vor 2001  | 2009 →  |
| 22. September | Hohendubrau Wysoka Dubrawa | Einzelvorschläge          | Einzelvorschläge | 1,0             | vor 2001  | 2009 →  |
| 22. September | Neißeaue                   | Andreas Tannhäuser        | CDU              | 9,9             | vor 2001  | 2006 →  |
| 22. September | Neißeaue                   | Gabriele Tobias           | WV Zodel         | 13,5            | vor 2001  | 2006 →  |
| 22. September | Neißeaue                   | Johannes Fromm            | FDP              | 18,8            | vor 2001  | 2006 →  |
| 22. September | Neißeaue                   | Dr. Hermann Walter        | Dr. Walter       | 57,7            | vor 2001  | 2006 →  |
| 10. November  | Quitzdorf am See           | Günter Holtschke          | CDU              | 98,4            | vor 2001  | 2009 →  |
| 10. November  | Quitzdorf am See           | Einzelvorschläge          | Einzelvorschläge | 1,6             | vor 2001  | 2009 →  |

### Vogtlandkreis
Im Vogtlandkreis fanden in zwei Kommunen Wahlen statt. Diese ist im Folgenden aufgelistet. Eine Neuwahl war in einer Kommune nötig. Das entscheidende Wahlergebnis ist markiert.
Gewählte Bewerber: 
- Einzelbewerber/Bürgerinitiativen/Einzelvorschläge: 2
- Amtsinhaber wiedergewählt: 1
- Amtsinhaber abgewählt: 0
- Amtsinhaber nicht angetreten: 1

Namen von Amtsinhabern sind fett dargestellt.
| Wahl          | Wahl       | Wahl                              | Wahl                              | Wahl            | Neuwahl    | Neuwahl         | vorherige | nächste |
| Wahltermin    | Gemeinde   | Bewerber                          | Vorschlag                         | Ergebnis (in %) | Wahltermin | Ergebnis (in %) | vorherige | nächste |
| ------------- | ---------- | --------------------------------- | --------------------------------- | --------------- | ---------- | --------------- | --------- | ------- |
| 22. September | Reuth      | Einzelvorschlag Carla Kießling    | Einzelvorschlag Carla Kießling    | 21,0            | 6. Oktober | 23,2            | vor 2001  | 2009 →  |
| 22. September | Reuth      | Einzelvorschlag Friedrich Baumann | Einzelvorschlag Friedrich Baumann | 12,6            | 6. Oktober | 7,9             | vor 2001  | 2009 →  |
| 22. September | Reuth      | Einzelvorschlag Winfried Fischer  | Einzelvorschlag Winfried Fischer  | 6,2             | 6. Oktober | 2,3             | vor 2001  | 2009 →  |
| 22. September | Reuth      | Einzelvorschlag Wolfgang Sammer   | Einzelvorschlag Wolfgang Sammer   | 5,5             | 6. Oktober | 2,0             | vor 2001  | 2009 →  |
| 22. September | Reuth      | Einzelvorschlag Thomas Schnabel   | Einzelvorschlag Thomas Schnabel   | 5,2             | 6. Oktober | n. a.           | vor 2001  | 2009 →  |
| 22. September | Reuth      | Einzelvorschlag Ulrich Lupart     | Einzelvorschlag Ulrich Lupart     | n. a.           | 6. Oktober | 59,2            | vor 2001  | 2009 →  |
| 22. September | Reuth      | weitere Einzelvorschläge          | weitere Einzelvorschläge          | 49,5            | 6. Oktober | 5,4             | vor 2001  | 2009 →  |
| 27. Oktober   | Mehltheuer | Gerd Peter Meinel                 | Meinel                            | 96,5            |            |                 | vor 2001  | 2009 →  |
| 27. Oktober   | Mehltheuer | Einzelvorschläge                  | Einzelvorschläge                  | 3,5             |            |                 | vor 2001  | 2009 →  |

### Weißeritzkreis
Im Weißeritzkreis fanden in zwei Kommunen Wahlen statt. Diese ist im Folgenden aufgelistet. Eine Neuwahl war in einer Kommune nötig. Das entscheidende Wahlergebnis ist markiert.
Gewählte Bewerber: 
- Einzelbewerber/Bürgerinitiativen: 2
- Amtsinhaber wiedergewählt: 1
- Amtsinhaber abgewählt: 0
- Amtsinhaber nicht angetreten: 1

Namen von Amtsinhabern sind fett dargestellt.
| Wahl          | Wahl             | Wahl                 | Wahl             | Wahl            | Neuwahl    | Neuwahl         | vorherige | nächste |
| Wahltermin    | Gemeinde         | Bewerber             | Vorschlag        | Ergebnis (in %) | Wahltermin | Ergebnis (in %) | vorherige | nächste |
| ------------- | ---------------- | -------------------- | ---------------- | --------------- | ---------- | --------------- | --------- | ------- |
| 7. April      | Pretzschendorf   | Henry Scholze        | CDU              | 24,4            | 28. April  | 28,0            | vor 2001  | 2009 →  |
| 7. April      | Pretzschendorf   | Kerstin Winkler      | WV Klingenberg   | 33,0            | 28. April  | 34,5            | vor 2001  | 2009 →  |
| 7. April      | Pretzschendorf   | Jens Giebe           | PDS              | 3,0             | 28. April  | n. k.           | vor 2001  | 2009 →  |
| 7. April      | Pretzschendorf   | Theo Dahlheimer      | Dahlheimer       | 11,9            | 28. April  | 11,1            | vor 2001  | 2009 →  |
| 7. April      | Pretzschendorf   | Gunter Fichte        | Fichte           | 8,6             | 28. April  | 15,6            | vor 2001  | 2009 →  |
| 7. April      | Pretzschendorf   | Bernd Hänel          | Hänel            | 15,2            | 28. April  | 10,1            | vor 2001  | 2009 →  |
| 7. April      | Pretzschendorf   | Christian Winterlich | Winterlich       | 3,9             | 28. April  | 0,8             | vor 2001  | 2009 →  |
| 22. September | Reinhardtsgrimma | Klausjürgen David    | David            | 95,1            |            |                 | vor 2001  | 2003 →  |
| 22. September | Reinhardtsgrimma | Einzelvorschläge     | Einzelvorschläge | 4,9             |            |                 | vor 2001  | 2003 →  |

## Belege
1. ↑  Bürgermeisterwahlen. Abgerufen am 6. Januar 2024.